# Émile Roblot
Pour les articles homonymes, voir Roblot.
Émile Henri Roblot, né le 15 février 1886 à Bouilland (Côte-d'Or) et mort le 24 août 1963 à Monte-Carlo (Monaco), est un haut fonctionnaire français, ministre d'État de Monaco pendant la Seconde Guerre mondiale.

## Biographie
Émile Roblot étudie le droit à Dijon et obtient son doctorat en 1912 avec la thèse :  La Séparation des Églises et de l'État et l'administration des Domaines, Séquestre des biens des anciens établissements ecclésiastiques. Il commence une carrière dans l'administration.  
De 1918 à 1921, il est conseiller de préfecture de l'Yonne, puis secrétaire général de l'Yonne.
Il est nomme sous-préfet de Sens le 31 décembre 1921, et promu le 14 juin 1927 secrétaire général de Meurthe-et-Moselle.
Le 2 mai 1930, il est nommé préfet de l'Aube, mais il refuse et est nommé le 5 mai suivant directeur du Personnel, de la Comptabilité et des H.B.M. au ministère de la Santé publique.
Du 2 juillet 1931 au 19 février 1935, il est préfet de Meurthe-et-Moselle, ensuite il est préfet du Bas-Rhin.
Nommé le 15 juillet 1937 ministre d'État de Monaco (équivalent de chef du gouvernement), il est installé le 15 septembre 1937. Pendant la guerre, il est lié au Régime français de Vichy. Son rôle fut jugé trouble sous l'Occupation. Il a reçu la Francisque.
Après la guerre il est remplacé provisoirement par Pierre Blanchy du 29 septembre 1944 au 20 novembre 1944. Le 20 novembre 1944, la démission de Roblot est acceptée officiellement, le même jour il est nommé ministre honoraire et Grand-Officier de l'Ordre de Saint-Charles et son successeur Pierre de Witasse est nommé.
Dans les années 2010 les historiens monégasques ont pu étudier les dossiers sur son rôle dans la persécution des juifs monégasques.

## Distinctions
Emile Roblot à reçu les décorations suivantes :
 Ordre de la Francisque
- Officier de la Légion d'honneur
- Officier d'académie
- Officier de l'ordre du Mérite agricole
- Grand-officier de l'ordre de Saint-Charles (Monaco)
- Commandeur de l'ordre du Nichan Iftikhar (Tunisie)